# بشکن
بِشْکَن یا اَنْگُشْتَک، آواز برآوردن در حال طرب و نشاط از میان سرانگشت ابهام به سرانگشت سبابه یا از میان دو سبابه است. معمولاً هر آوازی که از انگشتان شخص در حال رقص و غیره بیرون آید، را بشکن می‌گویند.

## پیرامون واژه
معمولاً «بشکن» با لفظ «زدن» به کار دارد:
۱- زدن بشکن با استفاده از انگشتان یک دست: این حالت که ساده‌ترین حالت بشکن زدن است و صدای کمتری نسبت به سایر بشکن‌ها دارد. در این حالت انگشت شصت به محکمی از روی انگشت وسط کشیده می‌شود.
۲- زدن بشکن با استفاده از انگشتان دو دست مدل ۱: در این حالت در سه انگشت راست دو انگشت آخری چپ را گرفته و انگشت سبابه راست از روی سبابهٔ چپ به وسطی چپ کشیده می‌شود. در ضمن شصت چپ نیز برروی دست راست قرار می‌گیرد.
۳- زدن بشکن با استفاده از انگشتا ن دو دست مدل ۲: دراین حالت که مشابه حالت بالا است فقط با این تفاوت که انگشتان حالت ایستاده به خود می‌گیرند
۴- زدن بشکن با استفاده از انگشتان دو دست مدل ۳: دست چپ به حالت مشت درآمده و انگشت سبابه و وسط بر روی مشت قرار گرفته و انگشت سبابه از روی انگشت چپ به روی مشت کشیده می‌شود

## ثبت جهانی
این عمل بعنوان یک حرکت فرهنگی اصیل اقوام ایرانی وبعنوان میراث فرهنگی ایران در سال 2009 به ثبت سازمان جهانی یونسکو رسیده است. کد ثبت اثر UNCC2580IR45120

## کاربردهای بشکن
هنگامی‌که حالت طرب و شادمانی وجود دارد از بشکن استفاده می‌شود. در برخی موارد نیز که موسیقی وجود ندارد برای دادن ریتم از آن استفاده می‌شود.